# Grobnica
Grobnica ((iz grščine: τύμβος tumbos) je spomenik in spominsko obeležje na grobu mrtvega človeka. Gomila, grobna hišica in grobna komora so grobnice v širšem smislu. Arhitektonsko oblikovan spomenik je lahko del grobnice ali grobne hišice.
Največje grobnice so v Afriki. To so piramide, ki so jih dali postavili faraoni, vladarji starodavnega Egipta, za svoje grobnice. Znane so tudi grobnice faraonov v Dolini kraljev, npr. grobnica faraona Tutankamona.

## Zgodovina

### Prazgodovina in zgodnja zgodovina
Običaj graditi grobnice dokazano sega v Evropi do neolitika (po 6000 pr. n. št.). Menhir, pokončno neobdelan kamen obrednega pomena, je bil postavljen tudi na ali ob grobovih. Najdemo ga v Angliji, Franciji in Nemčiji. Oblikovan menhir, kamnite plošče z reliefnimi figurami v človeški podobi, so na jugu Francije in Korzike. Najenostavnejša oblika megalitskih grobnic  je dolmen, prazgodovinska grobnica pod močnim kamnitim pokrovom, ki je bil včasih prekrit z zemljo.
V Egiptu so od začetka starega kraljestva (okoli 2800 pr. n. št.) gradili piramidaste kraljeve grobnice in mastabe, grobnice visokih uradnikov. V zgodovinski sredozemski regiji, se je uporabljala gomila ali tumul kot oblika kraljevega groba. Našli so jih v mikenski kulturi, pa tudi od Španije na zahodu do Male Azije. Najlepši in najbolje ohranjen predstavnik tega tipa je znan kot Atrejeva zakladnica v Mikenah (1330 - 1300 pr. n. št.). Zgrajena pred akropolskim obzidjem, je sestavljena iz pravokotne grobne celice in ravnim stropom, spominske kapele v obliki tumula in nepokritega hodnika. Vhod v obliki kamnitega portala sta obdajala kretsko-mikenska stebra. 
Poznane so v pobočje vgrajeni kupolasti grobovi s kamnito kupolo na krožnem tlorisu, torej grobne komore. Vklesane v skalo ali vkopane v zemlji se pojavljajo v številnih oblikah; globoko zakopane se imenujejo jaškaste grobnice.

#### Vrstna grobnica
Vrstna grobnica (iz arabskega saff, vrsta, kolona) je grobnica,  značilna za  tebansko Enajsto dinastijo. Sestavljena je iz vrste v pobočje hriba vklesanih odprtin. Takšne grobnice so se gradile predvsem na nekropoli At Tarif v zahodnih Tebah za lokalne vladarje Enajste dinastije: Intefa I., Intefa I. in Intefa III.(vladali 2125 – 2055 pr. n. št.) 
Arabski izraz saff pomeni vrsto kamnitih stebrov na treh straneh velikega vkopanega  trapezoidnega   prednjega dvorišča, ki dajejo grobni kapeli značilen videz. Vrstne grobnice zasebnikov so odkrili tudi v Armantu in Denderi.

### Antika
V dobi Helenizma (4.-1. st. pr. n. št.) grška kultura ne pozna arhitekturne zasnovanih grobnih spomenikov. Grob je označen s kipom na podstavku ali s stelo, kamnito ploščo z reliefnimi podobi mrtvih s svojo družino. Te umetniško dragocene grobnice najdemo od 4. stoletja pred našim štetjem dalje. Po tem so jih nadomestile marmorne grobne vaze (amfora), vitke posode, ki so bile včasih okrašene z grobnimi kultnimi podobami. Pod rimsko oblastjo (po 146 pr. n. št.) so našli v Grčiji spet večje grobne reliefe.
Drugačna zasnova grobnice je stopničasta zgradba, podobna ziguratom v Mezopotamiji. Taka je grobnica perzijskega kralja Kira Velikega (okoli 530 pr. n. št.) v Pasargadu, današnjem Iranu. Podstavek ima šest stopnic, na zgornji je grobnica velika 6,3 x 5,2 m z dvokapno streho. Ima tudi napis.
V 6. stoletju pred našim štetjem je bila v Mali Aziji razvita oblika grobnega stolpa, z grobnimi reliefi oblikovana komora na visokem kamnitem stebru (grobnica Harpije pri Xanthosu v Likiji). Kasneje kot visoko nameščen sarkofag obdan z reliefno okrašenimi kamni (Gjölbaši v Likiji). Iz teh dveh vrst se je razvil nagrobni tempelj zgrajena na visokem podstavku, z reliefno dekoracijo (Nereiden, Xanthos). Taka nova vrsta grobnice je grobnica kralja Mausolus iz Kariena († 353 pr. n. št.), imenovan mausoleion ali mavzolej, in je dal ime vsem naslednjim monumentalnim grobnicam. Oblike stolpaste grobnice in tempeljskega groba so se razširile v vsem rimskem cesarstvu in so prevladovale v sredozemskem območju. Primera sta grobnice na Via Appia v Rimu in grobnica Teodorika v Ravenni. Obstajajo tudi spomeniki, ki so bili postavljeni v stare okrogle grobnice, kot sta Mavzolej Avgusta in kot grob cesarja Hadrijana († 138 n. št.) v Angelskem gradu v Rimu. Nagrobni kamen je bil grob spomenik za vojake, ki so prišli od daleč in umrli v starem Rimu. Kamnita plošča z doprsnim kipom pokojnega v reliefu so običajno stale v nišah grobnice. Včasih so še stare mitološke teme in življenje mrtvih prikazane na reliefnem frizu. Po drugi strani pa je bil postavljen le pomnik - kenotaf - za Rimljane, ki so ležali širom po cesarstvu.
Etruščani so v zgodnjem krščanskem obdobju mrtve pokopavali v katakombah. V stenah podzemnih rovov so bile pravokotne niše vklesane v skalo. Zaprte so bile s kamnito ploščo z imenom pokojnika. Sarkofag, okrašena krsta, je bila v uporabi pri skoraj vseh starodavnih ljudstvih. Tip z reliefi okrašenega etruščanskega sarkofaga so prevzeli Rimljani in so bili raznoliki. Poganskemu rimskemu sarkofagu so zgodnji kristjani dodali svoje simbole in kmalu so nastali novi modeli.
Sodobno obliko tumula predstavlja kapela sv. Ahaca na Žalah, ki jo je oblikoval Jože Plečnik.

### Srednji vek
V srednjem veku je bila cerkev kraj za umetniško zasnovane grobnice. Prvotno so bili v kripti le grobovi mučenikov, kasneje tudi pomembnih duhovnikov, ustanoviteljev in dobrotnikov. Temu je sledil pokop v koru in na drugih področjih cerkve. Nagrobne plošče tvorijo najstarejšo in največjo skupino grobov. Bile so iz kamna ali brona in so pokrivale grob pokojnika. Zgoraj je bil napis z imenom in datumom smrti, grb priča o njegovem izvoru. Pri tumbah je nagrobna plošča spuščena v tla, a le pri grobovih pravokotne oblike iz kamna. Kasneje ima tumba sarkofagu podobno strukturo in je pogosto pokrita z baldahinom. V Nemčiji je bila v rabi od 11. stoletja, nato pa v vedno večjem številu prikazane na nagrobni plošči.
V Franciji se je grobnica razvila šele od 13. stoletju. V koru katedrale Saint-Denis so bili tako pokopani francoski kralji. Tudi v Angliji predstavljajo grobne figure velik delež preživelega srednjeveškega kiparstva. V Italiji je grobnica postala bolj kompleksna od konca 13. stoletja in misel na slavo in čast pokojnika pridobiva na pomenu (primer grobnica družine Scaligero v Veroni). V 14. stoletju je lik umrlega pogosto polno plastično oblikovan (primer grobnica Przemysliden v katedrali svetega Vida v Pragi).
Tumba dobi v 14. stoletju nov videz: jokajoče postave (pleurants) se pojavijo na stenah v reliefu. Kasneje se pojavijo polno plastične figure ali plošče z ležečo figuro mrtvega (Claus Slater, grobnica Philipa Bolda v Dijonu). V Nemčiji se proti koncu stoletja pojavi druga vrsta grobnice, epitaf kot spomenik. V drugi polovici 15. stoletja se v Italiji in Franciji širijo stenske grobnice in dobijo značaj sekularnega spomenika (Santa Croce in San Miniato al Monte v Firencah). 
Grobnice niso bile spomeniki širših skupin prebivalstva v tem obdobju. Rezervirane so bile za cerkveno in posvetno elito v srednjem veku do zgodnjega novega veka. Pomembno v 16. stoletju je bilo, da je plošča pokojnika z grbom in napisom stala v cerkvi ali kapeli, ne da bilo tukaj tudi telo.

### Novejše obdobje
Od poznega 16. stoletja dalje so se tudi grobnice spreminjale skladno s trendi v arhitekturi in umetnosti. Od konca 18. stoletja dalje so umetelno izdelane grobnice v cerkvah na severu redko zgrajena; tudi plemiči in duhovščina so bili večinoma pokopani na pokopališču.
Grobnice so bile predmet posvetne arhitekture, modeli pri načrtovanju sledijo klasicizmu in trendom romantike. Stebri, piramide, stele in cipi z okrasnimi predmeti predstavljajo sodobne grobove. Individualna umetniška zasnova pogosto pozna razne vrste resnega likovnega dela ali je vzeta iz katalogov industrijske proizvodnje. Šele z reformnimi gibanji v začetku 20. stoletja, ki so povzročile spremembe v zasnovi grobnice, se spremeni družinska grobnica. Posebno vlogo ima uvedba kremiranja in s tem žaro in kolumbarij  (zgradba ali zid, navadno pri krematoriju, z vdolbinami za shranjevanje žar - SSKJ). Leta 1920 je tako nastala nova oblika žarnega pokopa. Nizke stene so označene s ploščo, za njo v odprtini leži žara pokopanega.
Za simboliko posamezne države je pomemben objekt spomenik neznanemu junaku, ki je postal aktualen po množici mrtvih v obeh svetovnih vojnah. 
Kot grobnica je zasnova spomenik na Avali nad Beogradom, delo hrvaškega kiparja Ivana Mešroviča. Zgrajen je bil med letoma 1935 in 1938 po naročilu kralja Aleksandra.